# Яхта «Штандарт» (яйцо Фаберже)
Яхта «Штандарт» — ювелирное яйцо, одно из пятидесяти двух императорских пасхальных яиц, изготовленных фирмой Карла Фаберже для русской императорской семьи. Оно было создано в 1909 году для императора Николая II и подарено на Пасху его супруге, императрице Александре Фёдоровне. В настоящий момент яйцо находится в музее Оружейной палаты в Москве и остаётся одним из немногих яиц Фаберже, не покидавших пределы России.

## Дизайн
Внешняя оболочка из горного хрусталя ограничена золотой полоской, которая имеет надпись «Штандарт 1909» и покрытой зелёной эмалью, инкрустированной бриллиантами. Оно сделано в виде футляра с откидной крышкой в горизонтальном положении. 
Внутри яйца находится яхта «Штандарт», изготовленная из золота и платины. 
Копия яхты была сделана до мельчайших подробностей вплоть до вертящегося руля, подвижных бортовых пушек и якоря, трапов и крошечных платиновых шлюпок. 
Подставка для яйца сделана из ляпись-лазури синего цвета, в виде сплетённых дельфинов. Сочетание хрусталя и ляпис-глазури подчеркивает редкую красоту.

Почти все детали яхты подвижны. Модель яхты опирается на волны, сделанные из хрусталя.

## История
Яхта была построена по заказу Александра III в Копенгагене и 21 марта 1895 года яхта спустилась на воду. Она сразу понравилась Николаю II. Длина яхты была 116 метров, что сделало её одной из крупнейших яхт того времени. Каюты для императорской семьи были сделаны из ценных материалов: бронзы, серебра, золота, панели из красного дерева. Яхту даже прозвали «Плавучим дворцом». На протяжении многих лет императорская семья совершала на яхте множество прогулок и путешествий. В память о счастливых днях, проведённых на яхте, и было создано это яйцо.